# 济南曲山艺海博物馆
济南曲山艺海博物馆，位于山东省济南市市中区的一座专题博物馆。该馆馆址为山东省第四批省级文物保护单位“山东省红卍字会施诊所旧址”所在，一个由前中后三进院落组成的两层四合楼群。

## 历史
1928年1月，世界红卍字会山东各地分会推派代表在济南历城民康里7号成立“世界红卍字会全鲁分会联合办事处”。“世界红卍字会”是缘起于济南市的民间宗教组织“道院”的慈善机构。1928年11月，历城道院在民康里7号成立。不久后，世界红卍字会历城分会在历城道院内成立，租借民康里两处平房院落办公。张星五任历城道院统掌。世界红卍字会全鲁分会联合办事处后来逐步并入历城道院。1932年7月，历城道院开始筹建新院址，所建新院即为济南曲山艺海博物馆所在四合楼，其中后院建成于1935年，前院建成于1942年。1938年，冯念鲁接任历城道院统掌。1944年6月，历城道院为摆脱济南道院的影响，自行宣布成立“山东道院”，世界红卍字会历城分会改组为世界红卍字会山东分会。
历城道院在民康里四合楼的前院内设红卍字会历城分会施诊所，从事施诊、施药的日常慈善业务。1949年6月，包括道院在内的“会道门”活动被山东省政府公布为非法，道院随之逐渐停止活动。1950年，济南整顿医疗机构，红卍字会鲁联附设医院被改为山东红卍字会诊所，不再称医院。1953年，随着“山东红卍字会”慈善业务的终结，“山东红卍字会诊所”随之停办。其后，该四合楼曾作为济南市博物馆、济南市曲艺团驻地，是济南近代建筑中保存完整的一处四合楼式建筑。2017年，由该旧址改造而成的济南曲山艺海博物馆正式对社会免费开放。

## 展览
馆内展览分为“曲山艺海古溯源”、“南腔北调聚大观”、“说书唱戏汇泉城”、“艺海玉振启后人”四大部分，通过文献、影像资料、复原景观、微缩模型、名人雕塑等展示手段充分阐释济南曲艺历史的渊源脉络，以及济南当代的曲艺成就。
博物馆正北房内部布置有晨光茶社复原展厅，并邀请晨光茶社等表演团队定期进行曲艺表演。晨光茶社是相声大师孙少林1943年在大观园创建的茶社，与北京启明茶社并称“南晨北启”，是当时相声界的名角的汇聚地，张寿臣、马三立、高德明、刘宝瑞、王长友、白全福、郭全宝、李伯祥、孙少臣等相声大师和名家都曾在晨光茶社演出，1966年停业。2006年7月12日，孙少林之子孙小林在大观园二楼演出厅重开晨光茶社。

## 相关
该四合楼曾作为《济南战役》《燕子李三》《誓言无声》等电视剧的取景地。